# 那須義雄

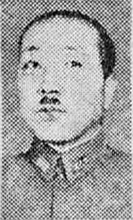
那須義雄

那須 義雄（なす よしお、1897年（明治30年）9月26日 - 1993年（平成5年）11月14日）は、日本の陸軍軍人。最終階級は陸軍少将。

## 経歴
熊本県出身。陸軍中佐・那須仙太郎の長男として生まれる。名古屋明倫中学校（現愛知県立明和高等学校）、名古屋陸軍地方幼年学校、中央幼年学校を経て、1918年（大正7年）5月、陸軍士官学校（30期）を卒業。同年12月、歩兵少尉に任官し歩兵第33連隊付となる。1928年（昭和3年）12月、陸軍大学校（40期）を卒業し歩兵第33連隊中隊長に就任。
1930年（昭和5年）8月、陸軍戸山学校教官に就任。1931年（昭和6年）3月、陸軍省軍務局課員（兵務課）となり、1933年（昭和8年）8月、歩兵少佐に進級。1934年（昭和9年）8月、人事局課員（補任課）に転じ、関東軍司令部付を経て、1937年（昭和12年）8月、歩兵中佐に昇進し関東軍参謀となる。1938年（昭和13年）7月、参謀本部員に転じ、1939年（昭和14年）3月、歩兵大佐に昇進し参謀本部編制動員課長に就任した。
1940年（昭和15年）8月、人事局補任課長に就任。1941年（昭和16年）10月、歩兵第56連隊長に発令され太平洋戦争に出征。マレー作戦、シンガポールの戦いに参戦。1942年（昭和17年）2月、第15軍参謀副長に発令されビルマに転じた。兼軍政部長、兼軍政監部総務部長も務め、同年10月、兵務局長心得に発令され帰国。1943年（昭和18年）3月、陸軍少将に進級し兵務局長に就任。1945年（昭和20年）4月、大本営参謀を兼務し終戦を迎えた。同年12月、予備役に編入。